# Ť
Ť ť ist ein Graphem der tschechischen und slowakischen Sprache. Es besteht aus dem Buchstaben T mit einem Hatschek, welcher beim Kleinbuchstaben aufgrund der Oberlänge des t eine spezielle Form annimmt. Es bezeichnet ein palatalisiertes t, einen stimmlosen palatalen Plosiv, [⁠c⁠]. Vereinfacht gesagt handelt es sich dabei um ein t mit unmittelbar folgendem angedeutetem j. Folgt ein Vokal, so ist das j deutlicher. Das stimmhafte Äquivalent bildet das Graphem Ď ď. Historisch entspricht ť dem polnischen ć und dem russischen ть.
Beispiel:
- tschech. Baťa (ursprünglich tschechischer Schuhproduzent, siehe Bata (Konzern))
- slowak. behať (laufen) ggü. russ. бегать und poln. biegać (im Tschechischen hat sich die palatale Infinitivendung nicht erhalten: běhat)

## Darstellung im Computer
Die beiden Zeichen sind im Zeichensatz ISO-8859-2 an Position 171 (Großbuchstabe) und 187 (Kleinbuchstabe) enthalten. Sie sind außerdem im Unicode-Block Lateinisch, erweitert-A an den Codepunkten U+0164 (Großbuchstabe) und U+0165 (Kleinbuchstabe) enthalten.
Soll das Zeichen in HTML-Seiten dargestellt werden, müssen &#356; (Großbuchstabe) und &#357; (Kleinbuchstabe) verwendet werden.

## Graphotaktik
Die einzigen Vokalbuchstaben, die im Slowakischen nach dem Buchstaben ť stehen können, sind die dunklen Vokale a, á, o, u und ú. Vor den hellen Vokalen e, i und í wird stattdessen ein einfaches t geschrieben. Im Tschechischen gelten ähnliche Regeln, jedoch wird e dann zu ě, und ů statt ú geschrieben.